# Arabia Saudita ai Giochi della XXVII Olimpiade
L'Arabia Saudita partecipò ai Giochi della XXVII Olimpiade, svoltisi a Sydney, Australia, dal 15 settembre al 1º ottobre 2000, con una delegazione di 18 atleti impegnati in cinque discipline.